# František Široký
František Široký (23. února 1912 Kamenice – 30. května 1976 Jihlava) byl československý voják a příslušník výsadku Calcium.

## Mládí
Narodil se 23. února 1912 v Kamenici u Jihlavy. Otec František byl švec, matka Josefa, za svobodna Nerudová pracovala jako sezónní dělnice v zemědělství. Měl pět sester. Obecnou školu vychodil v Radošově u Kamenice, protože se rodina odstěhovala z Kamenice do Koutů. Rodina byla chudá, neboť otec trpěl tuberkulózou, obživu zajišťovala matka. Z finančních důvodů šel František do učení k řezníkovi.
Od 1. října 1933 do 1. listopadu 1935 vykonal základní vojenskou službu u 5. pěšího pluku v Praze. V září 1938 se účastnil mobilizace, po propuštění do civilu pracoval jako řezník. Po okupaci se rozhodl opustit protektorát. 15. června 1939 přešel hranice do Polska.

## V exilu
Dostal se do tábora v Malých Bronovicích, kde podepsal závazek do Cizinecké legie. Přes Francii se dostal do Alžíru, kde nastoupil k 1. pěšímu pluku Cizinecké legie. Po vypuknutí 2. sv. války nastoupil k 1. pěšímu pluku čs. armády, s níž se zúčastnil bojů o Francii. Po porážce Francie byl evakuován do Anglie, kam připlul 13. července 1940.
Po zařazení k 1. pěšímu praporu absolvoval poddůstojnickou školu a do 14. prosince 1941 byl povýšen na desátníka. Po absolvování kurzu řízení těžkých nákladních automobilů byl vybrán do výcviku pro zvláštní úkoly. Od 21. února 1942 do 24. srpna 1943 prodělal postupně sabotážní kurz, parakurz, dále potom kurzy průmyslové sabotáže, tělovýchovy a konspirace a kurz spojovací. Od 28. srpna do 30. září absolvoval dvě cvičení; konspirační a spojovací.
Dne 3. listopadu odletěl do Alžíru a odtud začátkem roku 1944 do Itálie.

## Nasazení
Krátce po půlnoci 4. dubna 1944 byl výsadek Calcium vysazen nedaleko Čejkovic. Skupina se rozdělila, František Široký navázal styk s Radou tří a podařilo se mu pomocí vysílačky kontaktovat Londýn. Po Odstrčilově smrti se přesunul s ostatními na Vysočinu, kde plnil další úkoly. V závěru války se v Nasavrkách podílel na odzbrojování maďarských vojáků z místní posádky a založení Národního výboru. 3. května 1945 byl internován sovětskými výsadkáři, ale na zásah npor. Pernického byl propuštěn.

## Po válce
V roce 1945 byl jmenován poručíkem pěchoty, v roce 1946 byl povýšen na nadporučíka a v roce 1949 na kapitána pěchoty v záloze.
V září 1945 se oženil (manželství zůstalo bezdětné) a v listopadu téhož roku byl na vlastní žádost demobilizován. V letech 1946 až 1949 působil jako národní správce podniku Masného průmyslu v Kostelci u Jihlavy. 11. června 1949 byl zatčen a za protistátní činnost v roce 1950 ve vykonstruovaném procesu odsouzen ke čtyřem letům těžkého žaláře. Z Jáchymova byl propuštěn na amnestii v roce 1953. Poté pracoval jako svářeč a stavební dělník u OSP Jihlava. Zemřel 30. května 1976 na infarkt, pohřben je v rodinném hrobě na Ústředním hřbitově v Jihlavě.

## Vyznamenání
- 1944 –  Pamětní medaile československé armády v zahraničí se štítky Francie a Velká Británie
- 1944 –  Československý válečný kříž 1939
- 1945 –  druhý Československý válečný kříž 1939
- 1945 –  Československá medaile Za chrabrost před nepřítelem
- 1945 –  Československá medaile za zásluhy I. stupně